# کنسولگری ایران در ایروان

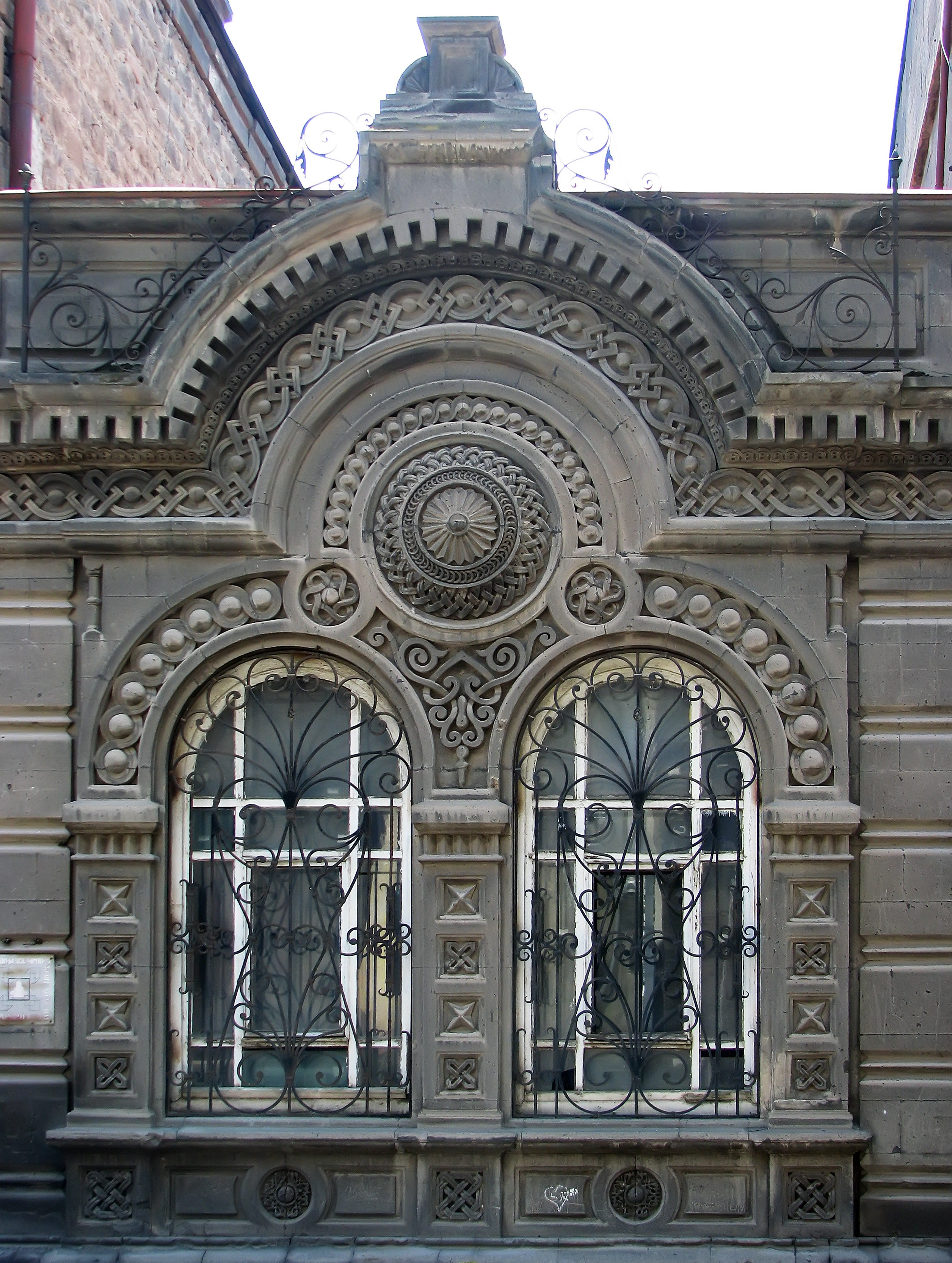
کنسول‌گری ایران.

کنسولگری ایران در ایروان یک ساختمان تاریخی-فرهنگی در شهر ایروان ارمنستان است که در خیابان هانراپِتوتیون قرار دارد.

## تاریخچه
به‌گفتهٔ معمار این بنا، وارازدات هاروتیونیان، این بخش از خیابان هانراپِتوتیون در دههٔ ۱۹۵۰ میلادی متعلق به یک ایرانی، به نام حاجی عباس کالیبارا عبدو حسین‌اغلو بوده‌است.